# Amifontaine
Amifontaine település Franciaországban, Aisne megyében. Lakosainak száma 386 fő (2022. január 1.). Amifontaine Goudelancourt-lès-Berrieux, Juvincourt-et-Damary, La Malmaison, Prouvais, Saint-Erme-Outre-et-Ramecourt, Sissonne és Villeneuve-sur-Aisne községekkel határos.

## Népesség
A település népességének változása:
| Lakosok száma | 417  | 376  | 351  | 395  | 414  | 413  | 404  | 386  | 390  | 386  |
|               | 1968 | 1982 | 1990 | 2006 | 2013 | 2015 | 2017 | 2019 | 2020 | 2022 |